# Stellaster inspinosus
Stellaster inspinosus är en sjöstjärneart som beskrevs av Hubert Lyman Clark 1916. Stellaster inspinosus ingår i släktet Stellaster och familjen ledsjöstjärnor. Inga underarter finns listade i Catalogue of Life.